# Lasioglossum waterhousei
Lasioglossum waterhousei är en biart som först beskrevs av Cockerell 1915.  Lasioglossum waterhousei ingår i släktet smalbin, och familjen vägbin. Inga underarter finns listade i Catalogue of Life.

## Bildgalleri

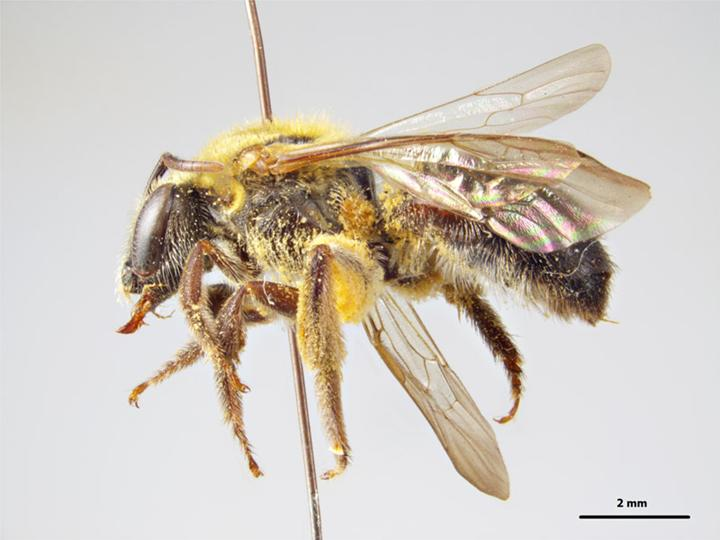
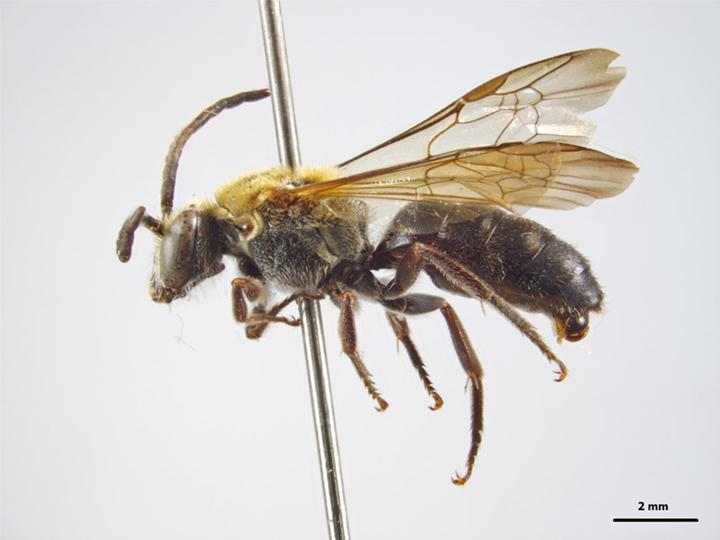